# Resolutie 1725 Veiligheidsraad Verenigde Naties
Resolutie 1725 van de Veiligheidsraad van de Verenigde Naties werd op 6 december 2006 unaniem door de VN-Veiligheidsraad aangenomen en autoriseerde de IGAD om een beschermings- en opleidingsmacht, IGASOM, in te zetten in Somalië.

## Achtergrond
In 1960 werden de voormalige kolonies Brits Somaliland en Italiaans Somaliland onafhankelijk en
samengevoegd tot Somalië. In 1969 greep het leger de macht en werd Somalië een socialistisch-islamitisch
land. In de jaren 1980 leidde het verzet tegen het totalitair geworden regime tot een
burgeroorlog en in 1991 viel het centrale regime. Daarna beheersten verschillende groeperingen elk
een deel van het land. Enkele delen scheurden zich ook af van Somalië. In 2006 werd het grootste deel van
Somalië veroverd door de Unie van Islamitische Rechtbanken. Aan het einde van dat jaar werden zij echter door
troepen uit buurland Ethiopië verjaagd. In 2008 werd piraterij voor de kust een
groot probleem.

## Inhoud

### Waarnemingen
De Veiligheidsraad was bereid tot samenwerking met alle partijen in Somalië, waaronder de
Unie van Islamitische Rechtbanken, die middels vreedzame dialoog tot een politieke regeling wilden komen.
Op de overgangsinstellingen en de UIR werd aangedrongen tot zo'n dialoog. De UIR werd ook opgeroepen elke
verdere militaire uitbreiding te staken en haar extremistische agenda en banden met terrorisme te verwerpen.

### Handelingen
De Veiligheidsraad herhaalde dat het federale overgangsbestuur van Somalië de enige mogelijkheid tot vrede en
stabiliteit was. Op de overgangsinstellingen en de UIR werd aangedrongen zo snel mogelijk de vredesgesprekken
te hervatten en de resultaten van hun dialoog na te leven. De Veiligheidsraad zelf zou maatregelen nemen tegen
eenieder die probeerde de dialoog te blokkeren of de overgangsinstellingen omver te werpen.
De IGAD was van plan een vredesmissie naar Somalië te sturen.
De IGAD en de AU-lidstaten werden alvast geautoriseerd om gedurende 6 maanden een
beschermings- en opleidingsmissie te sturen om toe te zien op de uitvoering van de overeenkomsten tussen de
overgangsinstellingen en de UIR en de veiligheid in Baidoa, leden van de overgangsinstellingen en
belangrijke infrastructuur te beschermen en de veiligheidsdiensten van de overgangsinstellingen op te leiden.

## Verwante resoluties
- Resolutie 1676 Veiligheidsraad Verenigde Naties
- Resolutie 1724 Veiligheidsraad Verenigde Naties
- Resolutie 1744 Veiligheidsraad Verenigde Naties (2007)
- Resolutie 1766 Veiligheidsraad Verenigde Naties (2007)

Lijst ·  1652 ·  1653 ·  1654 ·  1655 ·  1656 ·  1657 ·  1658 ·  1659 ·  1660 ·  1661 ·  1662 ·  1663 ·  1664 ·  1665 ·  1666 ·  1667 ·  1668 ·  1669 ·  1670 ·  1671 ·  1672 ·  1673 ·  1674 ·  1675 ·  1676 ·  1677 ·  1678 ·  1679 ·  1680 ·  1681 ·  1682 ·  1683 ·  1684 ·  1685 ·  1686 ·  1687 ·  1688 ·  1689 ·  1690 ·  1691 ·  1692 ·  1693 ·  1694 ·  1695 ·  1696 ·  1697 ·  1698 ·  1699 ·  1700 ·  1701 ·  1702 ·  1703 ·  1704 ·  1705 ·  1706 ·  1707 ·  1708 ·  1709 ·  1710 ·  1711 ·  1712 ·  1713 ·  1714 ·  1715 ·  1716 ·  1717 ·  1718 ·  1719 ·  1720 ·  1721 ·  1722 ·  1723 ·  1724 ·  1725 ·  1726 ·  1727 ·  1728 ·  1729 ·  1730 ·  1731 ·  1732 ·  1733 ·  1734 ·  1735 ·  1736 ·  1737 ·  1738